# 木之免町
木之免町（きのめちょう）は、愛知県名古屋市熱田区の地名。丁番を持たない単独町名である。住居表示未実施。

## 地理
名古屋市熱田区南部に位置する。東は須賀町、西は千年一丁目、南は大瀬子町、北は田中町に接する。

## 歴史

### 町名の由来
熱田社祝詞師田島丹波の控え地となり、同社神事に薪を調進する義務を負うこととなったことから、「木之免」と称されることとなったとされる。また材木や薪を熱田神宮に御用達する「木挽き」が転じて「木之免」となったとする説もある。古くは「木ノ免」「木ノ目」とも書かれた。

### 中世
往古の木之免町の付近は海であり、熱田浜の一部となっていた。成立時代は不明であるが、古くから木之免町から大瀬子町にかけては海辺に小屋かけした数軒の魚問屋が開かれていた。少なくとも織田信長が清州に住んでいた1555年（弘治元年）から1563年（永禄六年）の時点で問屋が数軒あり、清州へ魚を毎日運んでいたのだという。
木之免町の北側にある現在の白鳥町付近にはかつて「中島」と称される堀川に浮かぶ島が存在し、ここに越国三国（現在の福井県）の女が移住してきたので、かつて木之免町の付近を俗に「三国」と呼んだというが、『金鱗九十九之塵』によると「三国」という場所は焼失し絶えてしまったという。

### 近世
近世における木之免町は、東の田中町境界から堀川までの長さ71間の場所を指し、愛知郡熱田の一町であった。かつては「鍛冶屋海道」と呼ばれる小路があり、明治以降も小名として使われていた。1633年（寛永10年）と1654年（承応3年）の二度にわたって埋め立て（築出）が行われ、熱田社の神官田島丹波の控え地となった。前述の通り、往古は毎年2月と11月の神事の際に薪と米12石6升を調進していたことから「木ノ免」という地名が定着したという。1688年（元禄元年）から薪に代えて米を調進するようになった。魚問屋は寛永年間から木之免町と大瀬子町にそれぞれ4軒ずつと定められ、尾張藩から独占権を与えられ、問屋以外のものの営業が固く禁止された。魚市場では毎日朝夕の2回の市が開かれ、熱田の漁獲のすべてがこの魚市場で取引された。文政年間にはさらに商業活動が活発化し魚介類の販売先も次第に内陸地方へと及ぶようになったが、天保年間から堀川沿岸に水運を利用した魚市が立つようになり木之免町や大瀬子町の魚問屋と対立するようになったという。このほかに堀川の対岸の熱田新田への「木目の渡し」と呼ばれる渡しがあった。

### 明治以降
明治になるとそれまでの魚問屋の特権は消滅したが、魚の仲買人や小売業者は熱田在籍者に限られたため明治以降も2000人以上の魚の販売に関係する者がおり、昭和初期まで依然として日本有数の魚市場であったという。しかし1923年（大正12年）に中央卸売市場法が公布され、熱田西町に新たに名古屋市中央卸売市場が建設されたため、1949年（昭和24年）に魚市場は廃止された。魚市場周辺にかつて立ち並んでいた蒲鉾など海産類の加工を行う商店も市場の移転や工業の発展に伴って急速に衰退した。魚市場周辺は大瀬子公園となっている。

### 行政区画の変遷
- 1871年（明治4年） - 善福寺町、塩屋海道町を合併[9]。
- 1878年（明治11年）12月28日 - 愛知郡熱田村の一部により、同村木ノ免町として成立[12]。
- 1889年（明治22年）10月1日 - 愛知郡熱田町大字木ノ免となる[12]。
- 1907年（明治40年）6月1日 - 名古屋市編入に伴い、同市熱田木ノ免町となる[12]。
- 1908年（明治41年）4月1日 - 南区成立に伴い、同区熱田木ノ免町となる[12]。
- 1937年（昭和12年）10月1日 - 熱田区成立に伴い、同区熱田木ノ免町となる[12]。
- 1939年（昭和14年）12月15日 - 木之免町と改称する[12]。
- 1981年（昭和56年）9月20日 - 大瀬子町・須賀町・田中町の各一部を編入し、一部が神戸町・大瀬子町・田中町にそれぞれ編入される[12]。

### 字一覧
かつて木之免町には小字が存在した。1882年時点で木之免町に存在した小字は以下の通り。なお小字はすべて消滅している。
| 字         | 読み             | 備考 |
| ---------- | ---------------- | ---- |
| 木之免     | きのめ           |      |
| 善福寺     | ぜんふくじ       |      |
| 塩屋海道   | しおやかいどう   |      |
| 鍛冶屋海道 | かじやかいどう   |      |
| 中築地     | なかつきじ       |      |
| 林久ノ入   | りんきゅうのいり |      |
| 縦ノ筋     | たてのすじ       |      |

## 世帯数と人口
2018年（平成30年）12月1日現在の世帯数と人口は以下の通りである。
| 町丁     | 世帯数  | 人口  |
| -------- | ------- | ----- |
| 木之免町 | 160世帯 | 343人 |

## 学区
市立小・中学校に通う場合、学校等は以下の通りとなる。また、公立高等学校に通う場合の学区は以下の通りとなる。
| 番・番地等 | 小学校               | 中学校             | 高等学校 |
| ---------- | -------------------- | ------------------ | -------- |
| 全域       | 名古屋市立白鳥小学校 | 名古屋市立宮中学校 | 尾張学区 |

## 施設
- 大瀬子公園[6]
- 白山社[6]
- 秋葉神社[6]
- 浄土宗西山禅林寺派善福寺[6]

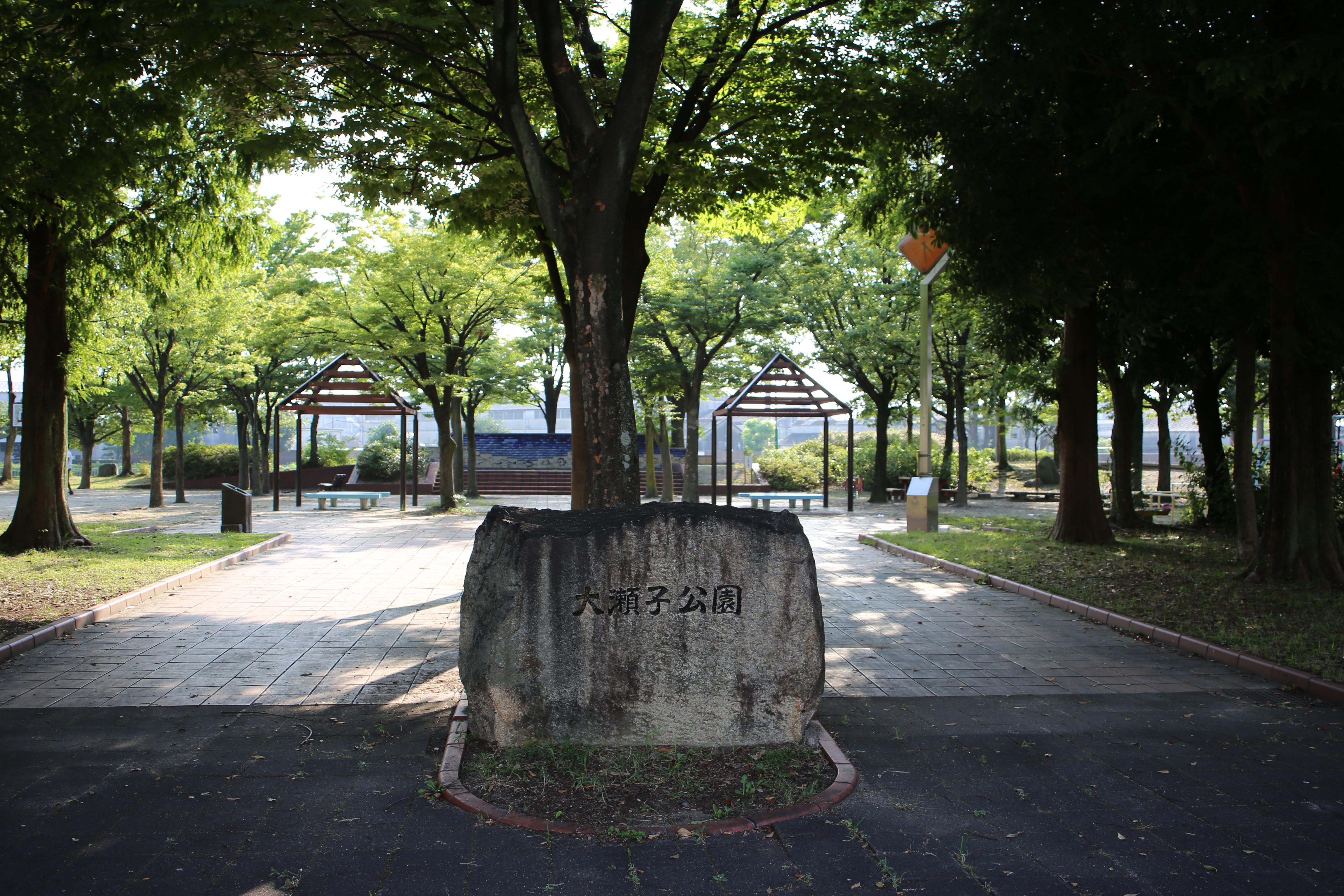
大瀬子公園（2017年7月）

## 出身・ゆかりのある人物
- 磯貝浩（魚問屋業、愛知県農工銀行頭取、貴族院議員、愛知県多額納税者）[16]

## その他

### 日本郵便
- 郵便番号 : 456-0046[3]（集配局：熱田郵便局[17]）。